# Karla (Rae)
Pour les articles homonymes, voir Karla.
Karla est un village de la commune de Rae du comté de Harju en Estonie.
Au 31 décembre 2011, il compte 544 habitants.